# ارم (نکا)
روستای اِرَم در شهرستان نکا و در استان مازندران واقع شده است .
ارم ، روستایی از توابع بخش هزارجریب در شهرستان نکا و در استان مازندران می باشد .

## جمعیت
این روستا در دهستان استخرپشت قرار دارد و  جمعیت آن بیش از۳۰۰خانواربوده‌است. مردم ارم از قومیت طبری هستند. مردم ارم به زبان طبری (مازندرانی) سخن میگویند.